# Willem Asman
Willem Asman (Amsterdam, 1959) is een Nederlandse schrijver. Hij debuteerde in 2006 met De Cassandra Paradox en won in 2018 en 2025 de Gouden Strop, prijs voor het beste oorspronkelijk Nederlandstalige spannende boek.

## Loopbaan
Asman studeerde in 1978 kortstondig Nederlands, stapte over naar de toneelschool, die hij niet voltooide, waarna hij in 1981 rechten ging studeren aan de Universiteit van Amsterdam. In 1985 studeerde hij daar af en werkte vervolgens tot 2000 voor Oracle als jurist. Hij zette bedrijven op door heel Europa, ging na vijf jaar richting marketing en sales management en eindigde bij human resources. Tijdens een verhuizing vond hij niet-verstuurde brieven aan zijn bazen, waaruit bleek dat hij er niet op zijn plek zat. Hierop zegde hij zijn baan op en ging een boek schrijven.

### Schrijver van thrillers
Asman debuteerde in 2006 met De Cassandra Paradox, een thriller die werd genomineerd voor de Gouden Strop, de Nederlandse prijs voor spannende boeken. Zijn derde boek Wondermans eindspel uit 2009 kreeg een nominatie voor de Diamanten Kogel, de Vlaamse thrillerprijs.
In 2017 kwam Enter, het eerste deel van de trilogie Rebound, uit. De uitgever wilde de drie delen snel achter elkaar uitbrengen om bingelezen mogelijk te maken. Enter werd bekroond met een Gouden Strop. De karakters kwamen terug in een vierde boek, een vervolg op de serie.
In december 2021 werd bekend dat Asman samen met Marcel van de Ven een nieuwe trilogie ging schrijven voor A.W. Bruna Uitgevers. Het eerste deel De Prijs kwam in 2024 uit en werd opnieuw bekroond met de Gouden Strop.

### Bestuurswerk
Van 2008 tot 2012 was Asman voorzitter van het Genootschap van Nederlandstalige Misdaadauteurs, later onderdeel van de Auteursbond. Met Daan Hermans en Henk Pröpper zorgde hij ervoor dat het Nederlands Letterenfonds het genre thrillers niet langer zag als slechts pulp en dat er kwaliteitscriteria voor toekenning van subsidies kwamen.
Asman was ook voorzitter van de Stichting Gouden Strop. Van 2013 tot 2016 was hij penningmeester van de Stichting Lira en de Stichting Lira Fonds en bestuurslid van de Stichting Rechtshulp Auteurs. Van 2013 tot en 2020 was hij penningmeester van het PC Boutens Fonds.

## Bestseller 60
| Boeken met noteringen in de Nederlandse Bestseller 60 | Jaar van verschijnen | Datum van binnenkomst | Hoogste positie | Aantal weken | Opmerkingen                 |
| ----------------------------------------------------- | -------------------- | --------------------- | --------------- | ------------ | --------------------------- |
| Enter                                                 | 2017                 | 13-06-2017            | 23              | 5            | winnaar van de Gouden Strop |
| De prijs                                              | 2024                 | 11-06-2025            | 38              | 1            | winnaar van de Gouden Strop |